# Melanorivulus egens
Melanorivulus egens, es un pez actinopeterigio de agua dulce, de la familia de los rivulines.
Su nombre deriva del latín egens que significa pobre, en alusión al patrón de color en el que las marcas oscuras están ausentes en la aleta caudal de los machos.

## Distribución y hábitat
Se distribuye por América del Sur, en arroyos y aguas estancadas en la cuenca del río Paraná, en Brasil. Habita arroyos de agua tropical, con comporatmiento pelágico.